# 5715 Kramer
Az 5715 Kramer (ideiglenes jelöléssel 1982 SE1) a Naprendszer kisbolygóövében található aszteroida. Edward L. G. Bowell fedezte fel 1982. szeptember 22-én.